# Autodiplosis parva
Autodiplosis parva är en tvåvingeart som först beskrevs av Tavares 1916.  Autodiplosis parva ingår i släktet Autodiplosis och familjen gallmyggor. Inga underarter finns listade i Catalogue of Life.